# Bâtiment situé 20 rue Braće Milosavljevića à Jagodina
Le Bâtiment situé 20 rue Braće Milosavljevića à Jagodina (en serbe cyrillique : Зграда у Улици Браће Милосављевић број 20 у Јагодини ; en serbe latin : Zgrada u Ulici Braće Milosavljević broj 20 u Jagodini) se trouve à Jagodina, dans le district de Pomoravlje, en Serbie. Il est inscrit sur la liste des monuments culturels protégés de la république de Serbie (identifiant no SK 278).

## Présentation
Le bâtiment d'origine situé 20 rue Braće Milosavljević a été construit en 1820 ; il abritait six pièces et une cave et son toit était recouvert de tuiles.
À la fin XXe siècle, un nouveau bâtiment a été construit à la place de l'ancien ; en revanche, la disposition des pièces, la forme du toit, les cheminées ainsi que d'autres éléments architecturaux et décoratifs de l'ancien bâtiment ont été partiellement conservés.